# 阿達瑪斯大學
阿達瑪斯大學（英語：Adamas University）是一座印度的私立大學。成立於2014年，校址位於印度西孟加拉邦巴拉瑟德附近。這所學校是西孟加拉邦的第二所私立大學。阿達瑪斯大學是一個無隸屬的自治大學。提供工程技術、科學、人文、法律和管理研究的課程。

## 外部連結
- Official Website （页面存档备份，存于）